# Lista de constelações
Abaixo segue uma lista de constelações.
Em 1930, a União Astronômica Internacional dividiu o céu em 88 constelações com fronteiras precisas. Desta forma, cada direção no céu pertence necessariamente a uma (e apenas uma) delas. As novas constelações foram definidas e batizadas, sempre que possível, seguindo a tradição proveniente da Grécia antiga, e seus nomes oficiais são sempre em latim.
As atuais 88 constelações são:
| N° | Constelação         | Significado | Símbolo proposto |
| -- | ------------------- | --- | ---------------- |
| 1  | Andrômeda           | Andrômeda, a princesa da Etiópia                                                                               |                  |
| 2  | Antlia              | a Máquina Pneumática (bomba de ar)                                                                             |                  |
| 3  | Apus                | a Ave-do-Paraíso                                                                                               |                  |
| 4  | Aquarius            | Aquário (o aguadeiro)                                                                                          |                  |
| 5  | Aquila              | a Águia |                  |
| 6  | Ara                 | o Altar |                  |
| 7  | Aries               | o Carneiro |                  |
| 8  | Auriga              | o Cocheiro |                  |
| 9  | Boötes              | o Boieiro, ou Pastor.                                                                                          |                  |
| 10 | Caelum              | o Cinzel, ou Buril                                                                                             |                  |
| 11 | Camelopardalis      | a Girafa |                  |
| 12 | Câncer              | o Caranguejo                                                                                                   |                  |
| 13 | Canes Venatici      | os Cães de Caça, ou Pegureiros                                                                                 |                  |
| 14 | Canis Major         | o Cão Maior |                  |
| 15 | Canis Minor         | o Cão Menor |                  |
| 16 | Capricornus         | Capricórnio, a cabra do mar, ou Amalteia no mito grego                                                         |                  |
| 17 | Carina              | a Carena (ou Quilha) do navio dos míticos argonautas                                                           |                  |
| 18 | Cassiopeia          | a rainha da Etiópia                                                                                            |                  |
| 19 | Centaurus           | o centauro rústico (não confundir com o Sagitário)                                                             |                  |
| 20 | Cepheus             | o rei da Etiópia, pai de Andrômeda                                                                             |                  |
| 21 | Cetus               | a Baleia, ou Ceto (monstro marinho do mito grego)                                                              |                  |
| 22 | Chamaeleon          | o Camaleão |                  |
| 23 | Circinus            | o Compasso |                  |
| 24 | Columba             | a Pomba |                  |
| 25 | Coma Berenices      | a Cabeleira de Berenice                                                                                        |                  |
| 26 | Corona Australis    | a Coroa Austral (ou Coroa do Sul)                                                                              |                  |
| 27 | Corona Borealis     | a Coroa Boreal (ou Coroa do Norte)                                                                             |                  |
| 28 | Corvus              | o Corvo |                  |
| 29 | Crater              | a Taça, (na verdade uma salva)                                                                                 |                  |
| 30 | Crux                | o Cruzeiro do Sul, ou Crucifixo (raro)                                                                         |                  |
| 31 | Cygnus              | o Cisne (às vezes também chamada "Cruzeiro do Norte")                                                          |                  |
| 32 | Delphinus           | o Golfinho, ou Delfim                                                                                          |                  |
| 33 | Dorado              | o Peixe Dourado                                                                                                |                  |
| 34 | Draco               | o Dragão |                  |
| 35 | Equuleus            | Potro, o cavalinho                                                                                             |                  |
| 36 | Eridanus            | o Rio |                  |
| 37 | Fornax              | a Fornalha |                  |
| 38 | Gemini              | os Gêmeos |                  |
| 39 | Grus                | o Garça |                  |
| 40 | Hércules            | em grego, Héracles; filho de Zeus e maior dos heróis gregos                                                    |                  |
| 41 | Horologium          | o Relógio |                  |
| 42 | Hydra               | Hidra (a cobra-monstro aquática do mito grego) (Fêmea)                                                         |                  |
| 43 | Hydrus              | Hidra Macho |                  |
| 44 | Indus               | o Índio |                  |
| 45 | Lacerta             | o Lagarto, ou Lagartixa                                                                                        |                  |
| 46 | Leo                 | o Leão, ou Leão Maior (raro)                                                                                   |                  |
| 47 | Leo Minor           | o Leão Menor, ou Lionete                                                                                       |                  |
| 48 | Lepus               | a Lebre |                  |
| 49 | Libra               | a Balança |                  |
| 50 | Lupus               | o Lobo |                  |
| 51 | Lynx                | o Lince |                  |
| 52 | Lyra                | a Lira |                  |
| 53 | Mensa               | a Montanha da Mesa na Cidade do Cabo                                                                           |                  |
| 54 | Microscopium        | o Microscópio                                                                                                  |                  |
| 55 | Monoceros           | o Unicórnio, ou Monócero                                                                                       |                  |
| 56 | Musca               | a Mosca |                  |
| 57 | Norma               | a Régua, ou Esquadro                                                                                           |                  |
| 58 | Octans              | o Oitante |                  |
| 59 | Ophiuchus           | Ofiuco, ou Serpentário (tratador de serpentes)                                                                 |                  |
| 60 | Orion               | o caçador mítico                                                                                               |                  |
| 61 | Pavo                | o Pavão |                  |
| 62 | Pegasus             | Pégaso, o cavalo alado dos gregos                                                                              |                  |
| 63 | Perseus             | Perseu, o herói grego que decapitou Medusa, rainha das górgonas                                                |                  |
| 64 | Phoenix             | a Fênix |                  |
| 65 | Pictor              | o Pintor |                  |
| 66 | Pisces              | os Peixes |                  |
| 67 | Piscis Austrinus    | o Peixe Austral, ou Peixe do Sul                                                                               |                  |
| 68 | Puppis              | a Popa (do navio)                                                                                              |                  |
| 69 | Pyxis               | a Bússola |                  |
| 70 | Reticulum           | o Retículo |                  |
| 71 | Sagitta             | a Flecha, ou Seta                                                                                              |                  |
| 72 | Sagittarius         | Sagitário, o Arqueiro (o Quíron dos mitos gregos, centauro erudito e tutor dos heróis)                         |                  |
| 73 | Scorpius            | o Escorpião |                  |
| 74 | Sculptor            | o Escultor |                  |
| 75 | Scutum              | o Escudo |                  |
| 76 | Serpens             | a Serpente, e única constelação dividida em duas regiões: Serpens Cauda, (a Cauda), e Serpens Caput (a Cabeça) | : ,              |
| 77 | Sextans             | o Sextante |                  |
| 78 | Taurus              | o Touro |                  |
| 79 | Telescopium         | o Telescópio                                                                                                   |                  |
| 80 | Triangulum          | o Triângulo |                  |
| 81 | Triangulum Australe | o Triângulo Austral (Triângulo do Sul)                                                                         |                  |
| 82 | Tucana              | o Tucano |                  |
| 83 | Ursa Major          | a Ursa Maior                                                                                                   |                  |
| 84 | Ursa Minor          | a Ursa Menor                                                                                                   |                  |
| 85 | Vela                | o Velame (do navio)                                                                                            |                  |
| 86 | Virgo               | a Virgem |                  |
| 87 | Volans              | originalmente Piscis Volans, o Peixe-Voador                                                                    |                  |
| 88 | Vulpecula           | a Raposa, o raposinho, originalmente Vulpecula cum Anser, a Raposa com o Ganso                                 |                  |

Ptolomeu, em seu tratado de astronomia, o Almagesto (no século II), listava 48 constelações:
- Andromeda
- Aquarius, o Aguadeiro
- Aquila, a Águia
- Ara, o Altar
- Aries, o Carneiro
- Argo Navis, o navio dos argonautas (dividido por Lacaille, em 1756, em Carina (a Quilha), Puppis (a Popa) e Vela (a Vela, ou Velame)
- Auriga, o Cocheiro
- Boötes, o Boieiro
- Cancer, o Caranguejo
- Canis Major, o Cão Maior
- Canis Minor, o Cão Menor
- Capricornus, Capricórnio, a cabra do mar, a Amalteia dos gregos
- Cassiopeia
- Centaurus, o Centauro rústico
- Cepheus o rei mítico
- Cetus, a Baleia, ou Ceto o monstro marinho
- Corona Australis, a Coroa Austral (ou a Coroa do Sul)
- Corona Borealis, a Coroa Boreal (ou Coroa do Norte)
- Corvus, o Corvo
- Crater, a Taça, ou Salva
- Cygnus, o Cisne
- Delphinus, o Delfim, ou Golfinho
- Draco, o Dragão
- Equuleus, o Potro, o cavalinho
- Eridanus, o Rio
- Gemini, os Gêmeos
- Hércules
- Hydra, Hidra (a cobra-monstro aquática dos mitos) (Fêmea)
- Leo, o Leão
- Lepus, a Lebre
- Libra, a Balança
- Lupus, o Lobo
- Lyra, a Lira
- Ophiuchus, Ofíuco, o Serpentário
- Orion, o caçador mítico
- Pegasus, Pégaso, o cavalo alado
- Perseus, Perseu, o herói grego
- Pisces, os Peixes
- Piscis Austrinus, o Peixe Austral (ou Peixe do Sul)
- Sagitta, a Flecha, ou Seta
- Sagittarius, Sagitário, o Arqueiro
- Scorpius, o Escorpião
- Serpens, a Serpente
- Taurus, o Touro
- Triangulum, o Triângulo
- Ursa Major, a Ursa Maior
- Ursa Minor, a Ursa Menor
- Virgo, a Virgem

Com o passar do tempo, esta lista foi expandida, tanto para preencher vazios entre as constelações ptolemaicas quanto para completar o céu austral, à medida que exploradores europeus navegavam a lugares onde pudessem vê-las.